# Кайо-Коко
Кайо-Коко (исп. Cayo Coco) — остров у северного побережья Кубы, тропический курорт, известный своими отелями типа «всё включено». Он находится в составе провинции Сьего-де-Авила и является частью цепи островов, называемых Хардинес-дель-Рей (с исп. — «Сады короля»).
Островом управляет муниципалитет Морон. Он назван в честь американского белого ибиса, которого здесь называют птицей Коко (кокосовых орехов). Площадь — 370 км².

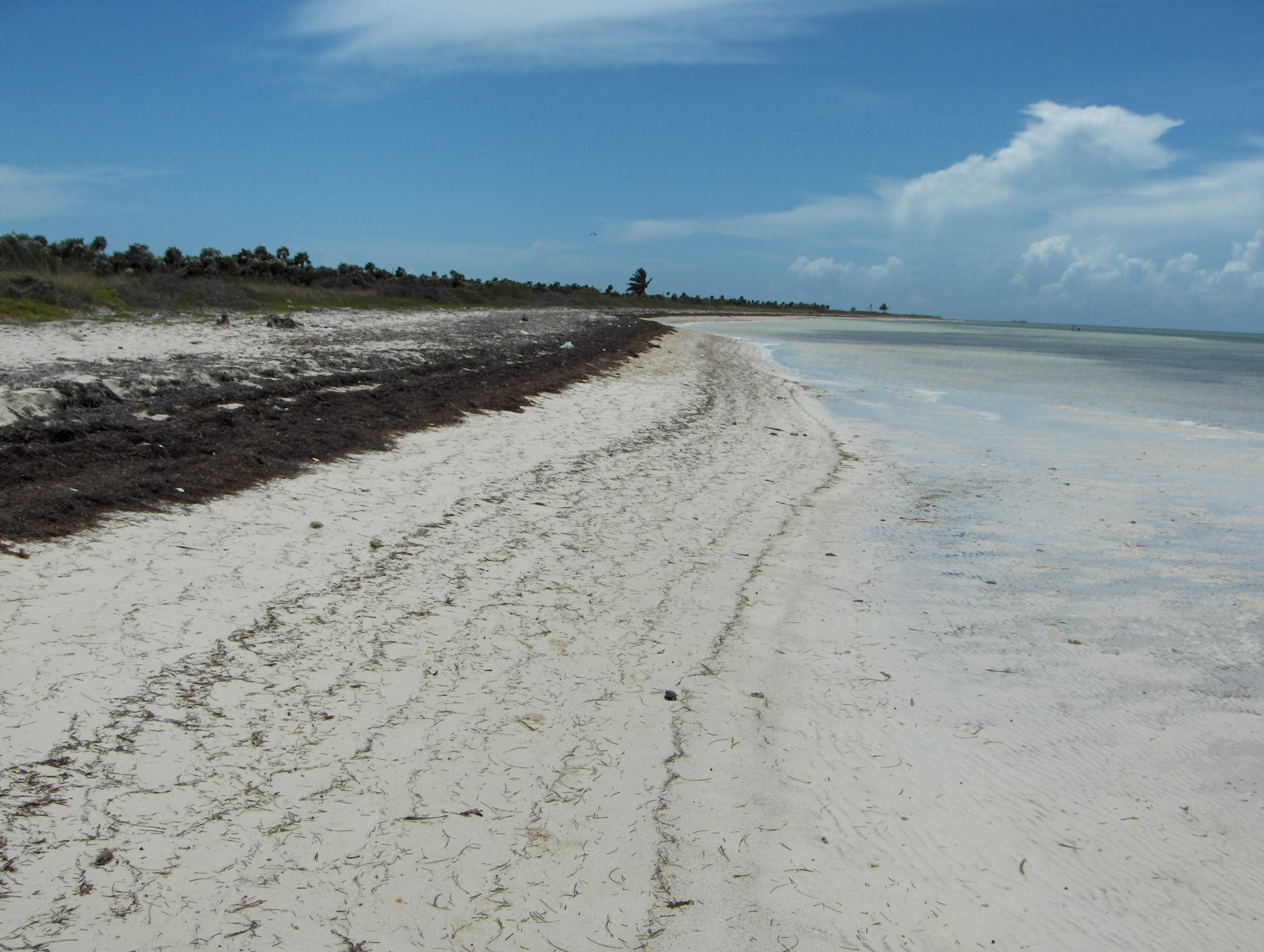
Белый песчаный пляж на острове Кайо-Коко

Остров связан с «большой землёй» дорогой-дамбой длиной в 27 километров. Её строительство вызывало беспокойство среди защитников природы, потому что оно нарушало режим приливов и отливов и, как следствие, жизнь водных организмов. Однако, несмотря на опасения экологов, дикие фламинго все ещё живут в мелких водах, и их можно часто увидеть, хотя и не так часто, как до постройки дороги. После строительства дамбы было создано множество протоков для воды, чтобы восстановить течение.
Кроме того, остров соединён автодорогами с близлежащими островами Романо и Гильермо.
На острове популярен не только пляжный отдых. Кайо-Коко —  направление рекреационного дайвинга.
На острове располагается международный аэропорт Хардинес-дель-Рей (исп. Aeropuerto Jardines del Rey) (ИАТА: CCC, ИКАО: MUCC).